# Turbonilla ista
Turbonilla ista är en snäckart som beskrevs av Bartsch 1917. Turbonilla ista ingår i släktet Turbonilla och familjen Pyramidellidae. Inga underarter finns listade i Catalogue of Life.